# Overstone
Overstone – wieś w Anglii, w hrabstwie Northamptonshire, w dystrykcie (unitary authority) West Northamptonshire. Leży 8 km na północny wschód od miasta Northampton i 100 km na północny zachód od Londynu. Miejscowość liczy 659 mieszkańców.